# Cratere Gernsback
Gernsback è un cratere lunare di 47,2 km situato nella parte sud-occidentale della faccia nascosta della Luna, nella parte nordorientale del Mare Australe appena oltre il terminatore. È visibile durante i periodi di librazione favorevole, ma presentandosi di lato molti dettagli sono nascosti. È situato a nord del cratere Lamb e a sudovest del cratere Parkhurst.
La parte interna del cratere è stata inondata dalla lava, e si presenta livellato e con un coefficiente di albedo basso, simile a quello del mare lunare a sud e ad ovest. Il bordo restante è una struttura circolare che presenta qualche segno di erosione lungo il bordo sudorientale. Nella zona meridionale del bordo è presente un piccolo cratere.
Il cratere è dedicato all'inventore e scrittore statunitense Hugo Gernsback.

## Crateri correlati
Alcuni crateri minori situati in prossimità di Gernsback sono convenzionalmente identificati, sulle mappe lunari, attraverso una lettera associata al nome.
| Gernsback | Coordinate             | Diametro (in km) |
| --------- | ---------------------- | ---------------- |
| H         | 38°24′36″S 103°10′12″E | 48,69            |
| J         | 37°48′36″S 101°47′24″E | 18,74            |